# Duque de Caxias (Rio de Janeiro)
Pour les articles homonymes, voir Duque de Caxias.
Duque de Caxias est une ville de l'État de Rio de Janeiro au Brésil. La ville comptait 	873 921 habitants en 2013 et sa superficie est de 465 km2. C'est une composante de la région métropolitaine de Rio de Janeiro.
Elle se situe à une quinzaine de kilomètres au nord-nord-ouest du centre de Rio de Janeiro, le long de la baie de Rio. Du sud à l'ouest, les municipalités accolées sont Rio de Janeiro, São João de Meriti, Belford Roxo et Nova Iguaçu. Le tissu urbain est continu entre ces quatre entités. Au nord, il devient de moins en moins dense avec l'éloignement au centre-ville. Les autres communes limitrophes sont Petrópolis et Miguel Pereira au nord et Magé au nord-est.
La ville est desservie par une ligne de trains de banlieue SuperVia (pt) - Linha Laranja, avec dix stations. Elle est également traversée du sud au nord par une autoroute formant le tronc commun entre la BR40 (en direction de Petrópolis au nord) et la BR116 (qui part plus au nord-est vers Magé). Enfin, elle est bordée au sud par la partie sud de l'autoroute BR116 (qui part à l'ouest vers São Pãolo).

## Maires
| Période | Période | Identité                          | Étiquette | Qualité |
| ------- | ------- | --------------------------------- | --------- | ------- |
| 1993    | 1996    | Moacir Rodrigues do Carmo         | PFL       |         |
| 1997    | 2004    | José Camilo Zito dos Santos Filho | PSDB      |         |
| 2005    | 2008    | Washington Reis                   | PMDB      |         |
| 2009    | 2012    | José Camilo Zito dos Santos Filho | PSDB      |         |

## Sécurité
Des milices parapolicières sont présentes dans le quartier. Elles volent du pétrole des oléoducs de Petrobras et fabriquent de petites distilleries, vendant ensuite du carburant frelaté.
Elles construisent aussi des décharges clandestines et y enterrent les ordures de ceux qui paient. Il peut s’agir de déchets contaminants, de déchets industriels, de déchets hospitaliers. Elles contrôlent la distribution d’eau, de gaz, de cigarettes et de boissons, et traitent avec certaines factions de trafiquants de drogue, tout en en combattant d'autres.

## Transport

### Route
Des lignes de bus régulières relient Duque de Caxias aux autres municipalités qui composent la Baixada Fluminense, l'Est métropolitain, la Costa Verde et la région de Serrana, en plus des quartiers de la zone Ouest, de la zone Nord et du centre de la capitale de Rio de Janeiro. Il existe également des lignes qui effectuent des trajets plus longs vers la région des lacs ou la ville de São Paulo.

## Personnalités
- Luís Alves de Lima e Silva (1801-1880) militaire, monarchiste et homme politique brésilien.
- Júlio César Soares Espíndola (1979-), footballeur international brésilien.
- Bruna Marquezine (1995-), actrice brésilienne.
- Roberto Dinamite (1954-2023), footballeur international brésilien.